# Márcio José Lauria
Márcio José Lauria (São José do Rio Pardo, SP, 11 de fevereiro de 1932 — São José do Rio Pardo, SP, 8 de fevereiro de 2022) foi um professor, escritor, crítico literário, político e advogado brasileiro. Foi um dos maiores especialistas sobre a obra de Euclides da Cunha. Foi vereador e presidente da Câmara Municipal de São José do Rio Pardo, cidade onde foi colaborador do jornal Democrata.